# Krásný Jez zastávka
Krásný Jez zastávka je železniční zastávka na jednokolejné železniční trati Karlovy Vary – Mariánské Lázně, která spojuje Karlovy Vary a Mariánské Lázně na západě České republiky. Samotná zastávka se nachází v centrální části Krásného Jezu, osady spadající pod Bečov nad Teplou.

## Historie
Záměrem pro vybudování zastávky bylo zlepšení dostupnosti železniční dopravy pro zdejší občany, neboť stávající stanice nazvaná Krásný Jez se nachází ve vzdálenosti přibližně jednoho kilometru jižním směrem od vlastního sídla. Stavba zastávky se uskutečnila během osmnáctidenní výluky v říjnu 2009 a na bezbariérovém nástupišti o délce osmdesáti metrů se nachází přístřešek určený cestujícím. Zájemcům je k dispozici stojan na jízdní kola. Podoba zastávky při svém dokončení odpovídala tehdejším evropským trendům v jejich budování.
První vlaky zde začaly zastavovat v neděli 13. prosince 2009, kdy vstoupil v platnost jízdní řád pro období 2009/2010.